# 安娜·亨德森
安娜·路易丝·亨德森（英語：Anna Louise Henderson，1998年11月14日—），英国女子自行车运动员，2019年世界公路自行车锦标赛混合团体接力铜牌得主、2024年夏季奥林匹克运动会女子个人计时赛银牌得主。